# Alicia Rodero Riaza
Alicia Rodero Riaza (Madrid, 1957) es una arqueóloga española, conservadora jefa del Departamento de Protohistoria y Colonizaciones del Museo Arqueológico Nacional.

## Trayectoria profesional
Licenciada en Geografía e Historia en 1979 por la Universidad Complutense de Madrid, se especializó en prehistoria y protohistoria y se doctoró en la misma Universidad en 1990, con la presentación de la tesis doctoral titulada Las ánforas prerromanas en Andalucía bajo la dirección de Manuel Fernández-Miranda Fernández.
Entre 1979 y 1983 desarrolla su carrera como profesora de Prehistoria y Arqueología en la Universidad Nacional de Educación a Distancia (UNED). Ingresa en el Cuerpo Facultativo de Conservadores de Museos en 1983 y desde 1984 hasta 1986 dirige el Museo Nacional de Arqueología Subacuática ARQVA. Ingresa en ese año como Conservadora de Museos en el Museo Arqueológico Nacional y a mediados de 1989 es nombrada Conservadora Jefa del Departamento de Protohistoria y Colonizaciones de dicho Museo, cargo que ejerce hasta la actualidad, salvo entre 2004 y 2007 que fue Consejera Técnica de la Subdirección General de Cooperación Cultural con las Comunidades Autónomas dependiente de la Dirección General de Industrias Culturales y del Libro en el Ministerio de Educación, Cultura y Deporte.

## Líneas de investigación y de trabajo
Alicia Rodero Riaza ha desarrollado una doble vertiente profesional, como arqueóloga y como museóloga, fundamentalmente centrada en la arqueología protohistórica de la Península ibérica, Pueblos ibéricos y Pueblos célticos, intercambio y comercio en el Mediterráneo en el primer milenio a. C., mundo púnico en la Península ibérica, Necrópolis de Villaricos, Religiones Antiguas y la forma en la que se difunden y exhiben públicamente a lo largo de la historia del Museo Arqueológico Nacional.
En su faceta como arqueóloga ha participado en numerosas campañas de excavación tanto en el territorio nacional como internacional, entre las que destacan la dirección de las excavaciones del yacimiento de Torralba den Salord (Alayor, Menorca) entre 1981 y 1985, la excavación submarina en Cales Coves (Menorca) entre 1986 y 1987 y la prospección arqueológica submarina de Isla del Aire (Menorca) en 1988. Así mismo participó en las excavaciones del Tofet de Tharros (Cerdeña), bajo la dirección del Prof. Acquaro (Universidad de Bolonia, Italia) entre 1980 y 1985 y excavó en Cartago (Túnez) bajo la  del Prof. Rakob (Instituto Arqueológico Alemán) en 1981. Su aportación al estudio de la arqueología fenicio-púnica, convertida en una de sus máximas especialistas, ha supuesto la publicación de numerosa biografía al respecto entre las que se encuentran obras de referencia tales como la publicada en 1985 bajo el título La ciudad de Cartagena en época púnica y la publicación en la Revista Complutum en 1996 titulada La necrópolis de Villaricos (Almería) en coautoría con Alicia Perea, Teresa Chapa Brunet, Juan Pereira, Antonio Madrigal y María del Carmen Pérez Die, desarrollada en el contexto del IV Congreso Internacional de Estudios Fenicios y Púnicos, celebrado en Cádiz, del 2 al 6 de octubre de 1995.
En los últimos años se encuentra inmersa en proyectos internos del Museo Arqueológico Nacional como por ejemplo el denominado Actualización de yacimientos emblemáticos y sus materiales, codirigido por Alicia Rodero Riaza, Magdalena Barril Vicente y Esperanza Manso Martín, así como en otros proyectos de investigación arqueológica como el referido al estudio sobre el Bronce Final y la Edad del Hierro en el río Tajo centrado en el yacimiento del Poblado Cerro de la Mesa titulado Identidad y territorio en el Tajo Medio durante el Bronce Final y la Edad del Hierro (Proyecto BHIT); o el relativo al estudio de las creencias y prácticas religiosas en el ámbito fenicio- púnico extremo-occidental titulado Religio Phoenicia Occidentalis: Cultos fenicio-púnicos en el Extremo Occidente; así como Escultura ibérica: estudio tecnológico, iconográfico e historiográfico; la revisión de las excavaciones de la cueva-santuario de Es Culleram bajo el título de Tannit en Ibiza. La cueva de Es Culleram y el estudio sobre la religión en el sur de la península ibérica durante la antigüedad prerromana y romana titulado Religión Antigua. Historia y Arqueología de las Religiones Antiguas del sur de la península Ibérica.

## Publicaciones
Algunas de sus principales publicaciones son:
- Rodero Riaza, Alicia (1980): Colección de cerámica púnica de Ibiza en el Museo Arqueológico Nacional. Ministerio de Cultura. ISBN 84-7483-154-7

- Rodero Riaza, Alicia (1981): Anforas del tofet de Tharros. En Rivista di studi fenici, Vol. 9, N.º. 2. ISBN  0390-3877.[9]

- Rodero Riaza, Alicia (1993): Anforas de tradición fenicia en Andalucía. II Seminario de arqueología subacuática : del 1 de julio al 4 de septiembre de 1988, Cartagena (Murcia). Navegación, comercio e industria en la antigüedad balear : del 2 al 6 de octubre de 1989, Eivissa (Baleares). ISBN 84-8181-028-2[10]

- Barril Vicente, Magdalena y Rodero Riaza, Alicia (1999): El Museo Arqueológico Nacional: las colecciones ibéricas y su exposición. En La cultura ibérica a través de la fotografía a principios de siglo vol. 2:  Las colecciones madrileñas. Patrimonio Nacional. ISBN 84-930824-1-4[11]

- Rodero Riaza, Alicia (2001): El ritual funerario en las necrópolis coloniales andaluzas. En Arqueología funeraria : las necrópolis de incineración.[12] Universidad de Castilla-La Mancha. ISBN 84-8427-131-5

- Rodero Riaza, Alicia (2003): Seres híbridos en las culturas del mediterráneo antiguo: exposición en el Museo Arqueológico Nacional. En Seres híbridos : apropiación de motivos míticos mediterráneos, actas del seminario-exposición Casa de Velázquez-Museo Arqueológico Nacional, 7-8 de marzo de 2002, Madrid.[13] ISBN 84-369-3686-8.

- Rodero Riaza, Alicia (2004): William H. Waldren (1924-2003). En Trabajos de Prehistoria, Vol. 61, N.º 1. ISBN 0082-5638.

- Rodero Riaza, Alicia (2014): “El vaso de plata del tesoro de Aliseda”. Homenaje a Ricardo Olmos. Per speculum in aenigmate. Miradas sobre la antigüedad. Anejos de Erytheia. Estudios y textos, 7, 422-425.

- Rodero Riaza, Alicia (2016): Un largo viaje y un gran cambio: la protohistoria y las colonizaciones en el Museo Arqueológico Nacional (1970-2014).  Rivista di studi fenici, Vol. 44, N.º. 1. ISBN  0390-3877.

- Chapa, T., Belén, M., Pereira, J., Martínez-Navarrete, I., Rodero, A., Vallejo, I., Ceprián, B. (2009): “Sculptor signatura marks on Iberian stone statues form Ipolca-Obulco (Porcuna, Jaén, Spain)”. Antiquity 83, 321, 723-737.

- Madrigal Belinchón, A.; Manso Martín, E. y Rodero Riaza, A. (2010): “La documentación histórico-arqueológica de la colección Siret sobre la necrópolis de Villaricos (Almería)”. La tutela del patrimonio prehistórico. Congreso de Prehistoria de Andalucía, 1, Antequera. Junta de Andalucía, Consejería de Cultura, 87-96.